# Steffen Grummt
Steffen Grummt (* 15. September 1959 in Wilkau-Haßlau, Kreis Zwickau-Land) ist ein ehemaliger Leichtathlet aus der DDR, der auf den Zehnkampf spezialisiert war. 1985 wechselte er zum Bobsport und wurde dort Weltmeister.
Steffen Grummt wurde 1979 DDR-Meister im Zehnkampf. Im Jahr darauf erreichte er bei den Olympischen Spielen 1980 in Moskau mit 7892 Punkten den achten Platz, wobei Grummt der beste Diskuswerfer im Feld war. Bei den Europameisterschaften 1982 in Athen belegte er mit 8218 Punkten den vierten Platz. 1982 stellte Grummt mit 8251 Punkten auch seine persönliche Bestleistung im Zehnkampf auf. Bei den Weltmeisterschaften 1983 in Helsinki wurde Grummt mit 8149 Punkten Achter. Im September 1983 wurde Grummt zusammen mit Uwe Freimuth und Wolfgang Lindner Zweiter beim Mehrkampf-Europacup, er erreichte 8081 Punkte.
Als Leichtathlet startete Grummt für den SC Motor Jena. Bei einer Körpergröße von 1,91 m betrug sein Wettkampfgewicht 82 kg. In den nach der Wende öffentlich gewordenen Unterlagen zum Staatsdoping in der DDR fand sich bei den gedopten Sportlern auch der Name von Grummt.
Nach dem Olympiaboykott 1984 wechselte Grummt zum Bobsport. 1985 wurde er bei den Weltmeisterschaften in Cervinia mit dem Piloten Detlef Richter Zweiter im Zweierbob. Im Viererbob startete er im Bob von Bernhard Lehmann und wurde zusammen mit Matthias Trübner und Ingo Voge Weltmeister. Bei den Weltmeisterschaften 1986 gewann er zusammen mit Detlef Richter Bronze im Zweierbob. Die gleiche Medaille gewannen die beiden auch bei den Europameisterschaften 1986. Berichte von Mitarbeitern der Staatssicherheit führten dazu, dass er von seinem Verein ASK Vorwärts Oberhof ausgeschlossen wurde und im Februar 1987 seine sportliche Karriere beenden musste.
Im August 1984 heiratete Grummt die frühere Schwimmerin Kornelia Ender. Seit der Wende lebt das Paar bei Mainz, wo Grummt bei der Sportjugend Rheinland-Pfalz stellvertretender Geschäftsführer wurde.